# براکت ارتودنسی

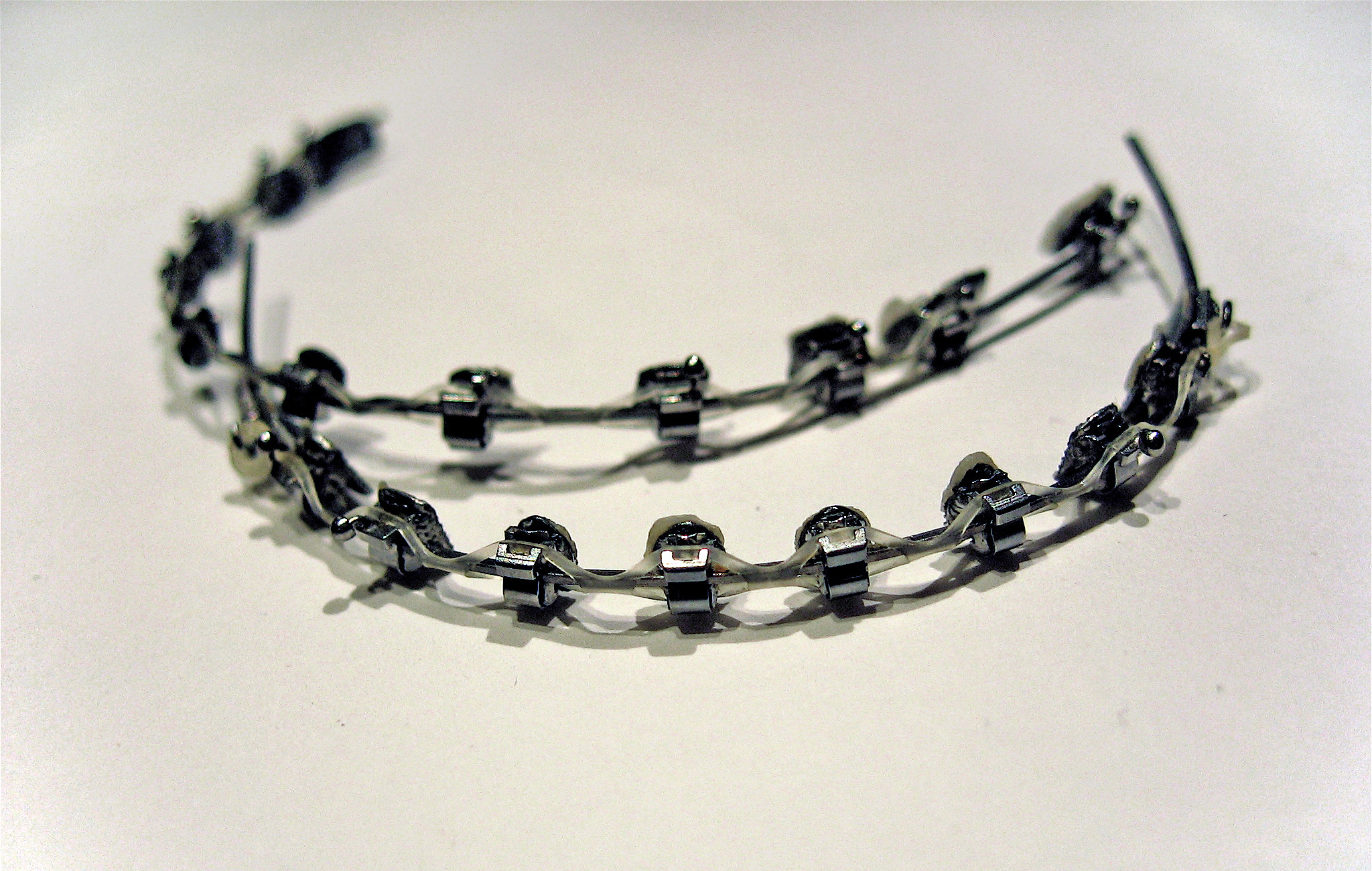
براکت ارتودنسی

براکت ارتودنسی(به انگلیسی: Orthodontic braces) از جمله تجهیزات کاملاً وابسته در ارتودنسی ثابت است که از دسته مواد هوشمند می باشند. با توجه به پیشرفت علم  انواع مختلفی از آن وجود دارد.براکت های معمولی از جنس فولاد ضد زنگ هستند. البته  براکت های سرامیکی هم در این صنعت خود را جای داده اند.براکت ها توسط چسب های مخصوص و بسیار محکم به هر دندان چسبانده می شوند. پس از متصل شدن از طریق سیم های مختلف، شروع به حرکت دادن دندان ها در موقعیت صحیح خود می کنند. البته این جابه جایی در موقعیت دندان ها بستگی به موقعیت آنها روی دندان دارد.
رایج ترین اندازه های اسلات براکت، دو اندازه ی 0.018 × 0.025 اینچ و 0.022 × 0.028 اینچ هستند.

## انواع براکت‌ها
- براکت‌های فلزی: عیب این دسته ظاهر آن‌ها است.
- براکت‌های سرامیکی: مزیت‌شان زیبایی ظاهری آن‌ها است. عیب‌شان شکنندگی، مقاومت اصطکاکی و سایش دندانی است.
- براکت‌های خودبست (self–ligating): یک سازوکار قفل‌کننده در چنین سیستم‌های براکتی گنجانده شده تا آرچ‌وایر را در اسلات نگه دارد. ادعا شده به دلیل کاهش اصطکاک و افزایش درگیری سیم در براکت، زمان درمان را کاهش می‌دهد؛ اما اثبات نشده است.[۲]

## نگارخانه

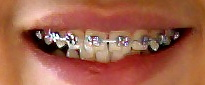
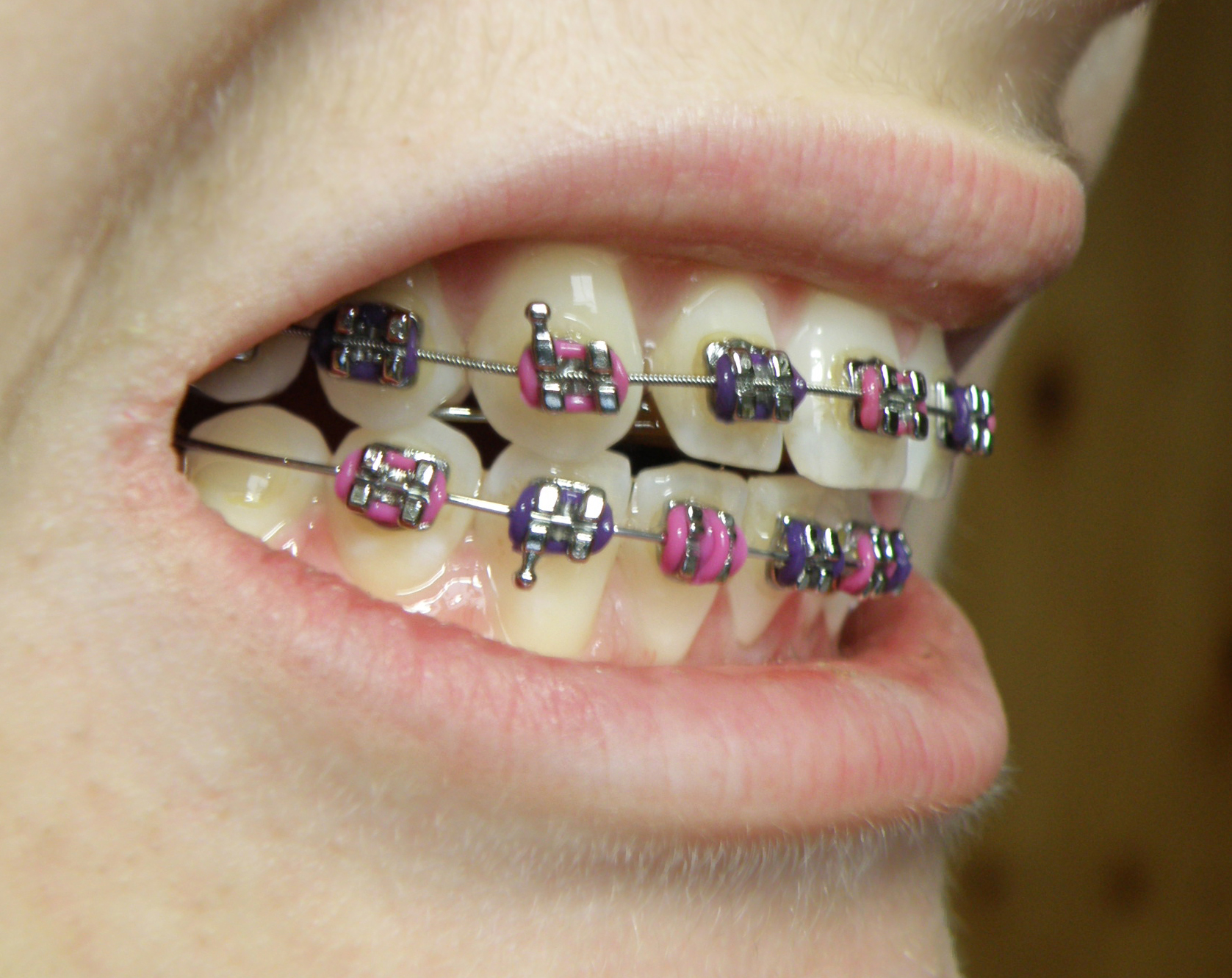